# Chilenische Literatur
Die chilenische Literatur ist die Literatur Chiles in spanischer Sprache und somit Teil der hispanoamerikanischen Literatur. Die seit dem 20. Jahrhundert zögernd erfolgende Verschriftlichung der Literatur der Mapuche ist nicht Gegenstand dieses Artikels.

## Kolonialzeit
Literarische Werke aus der Zeit der spanischen Kolonialherrschaft in Chile sind rar. Der Theologe Pedro de Oña (1570–1643), der erste in Chile geborene Autor, verfasste 1596 ein heroisches Epos über den Araukanerkrieg und das Leben der Inés de Suárez auf Grundlage des Werks La Araucana des spanischen Dichters Alonso de Ercilla y Zúñiga.

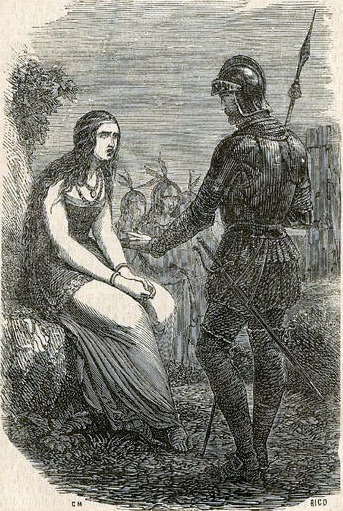
Tegualda La Araucana trifft Alonso de Ercilla auf dem Schlachtfeld. Illustration der Buchausgabe Madrid 1884

Der humanistische gebildete Ercilla, der sowohl als ein Gründervater der lateinamerikanischen Literatur als auch als chilenische Nationalautor gilt, schreibt allerdings weitaus elaborierter als sein in Chile geborener detailversessener Epigone. Ercilla stammte aus Madrid, war in Chile in Ungnade gefallen und hatte in seinem in den 1560er bis 1580er Jahren in achtzeiligen Stanzen noch im Stil der Renaissance verfassten Epos, das sich formal an Homer, Vergil und Ariost orientierte, die todesverachtende Tapferkeit der Araukaner gepriesen und die Rolle der spanischen Eroberer stark kritisiert.
Der Jesuit Alonso de Ovalle (1603–1651) verfasste die erste Prosachronik und illustrierte Beschreibung der Landesnatur Chiles (Histórica relación del reino de Chile y de las Missiones y Ministerios que exercita la Compañia de Jesus, erschienen 1846 in spanischer und italienischer Sprache 1646 im Rom). Auch er widmet dem Araukanerkrieg breiten Raum.

## Republikanismus und Romantik
Die chilenische Literatur entfaltete sich erst nach der Unabhängigkeit. Wie in Argentinien spielten dabei Zeitungen eine große Rolle. Die erste regelmäßige (national und republikanisch orientierte) Zeitung La Aurora de Chile erschien erst 1812, bis 1830 entstanden jedoch etwa 100 teils sehr kurzlebige Zeitungen. Literatura verstand sich zunächst nicht als Kunst, sondern als essayistische Reflexion und politische Bildungstätigkeit im Rahmen des Aufbaus des neuen Staates mit der Absicht, das Publikum politisch zu beeinflussen, aber auch im Kontext der rasch einsetzenden Auseinandersetzungen zwischen Konservativen und Liberalen.
Später wiederholte sich in Chile wie in anderen lateinamerikanischen Ländern das bekannte Schema der Abfolge von Stilepochen. Der Venezolaner Andrés Bello (1781–1865), ein Aufklärer und großer Didaktiker, lebte seit 1829 im chilenischen Exil. Seine Schüler gründeten 1842 in Santiago die Sociedad literaria, in der jüngere Autoren eine nationale Literatur im Geist der Romantik proklamierten. José Victorino Lastarria (1817–1888) war Führer dieser liberal-radikalen Bewegung, deren Ziele er in dem mit Mythen der Mapuche metaphorisch verschlüsselten Roman Don Guillermo propagierte. Zu ihr gehörten auch Salvador Sanfuentes (1817–1860), Francisco Bilbao (1823–1865), Alberto Blest Gana (1830–1904), Guillermo Matta (1829–1899) und Eusebio Lillo (1826–1910).
Seit den 1850er Jahren erfuhr die wissenschaftliche Literatur – vor allem die Geschichtsschreibung durch Diego Barros Arana und Benjamín Vicuña Mackenna – einen Aufschwung.

## Realismus, Modernismo, Spätromantik
Blest Gana, der von irischen und baskischen Vorfahren abstammte und als Botschafter in mehrere europäische Länder entsandt wurde, entwickelte sich in seinen Romanen allmählich zum ersten bedeutenden Vertreter des Realismus in Chile. Sein erster Roman Martín Rivas (1862) ist eine sozialkritische Familiengeschichte, Teil einer chilenischen Comédie humaine nach dem Vorbild Balzacs, die seit 1925 fünfmal verfilmt und auch für das Theater und als Musical adaptiert wurden. Die Werke des Autors sind in Chile heute noch Bestandteile der Schullektüre. Sie waren prägend für die Autoren der Generation 1867, zu der auch Zorobabel Rodríguez (1849–1901), Journalist, Essayist, Romanautor und Lexikograph des chilenischen Wortschatzes zählte.

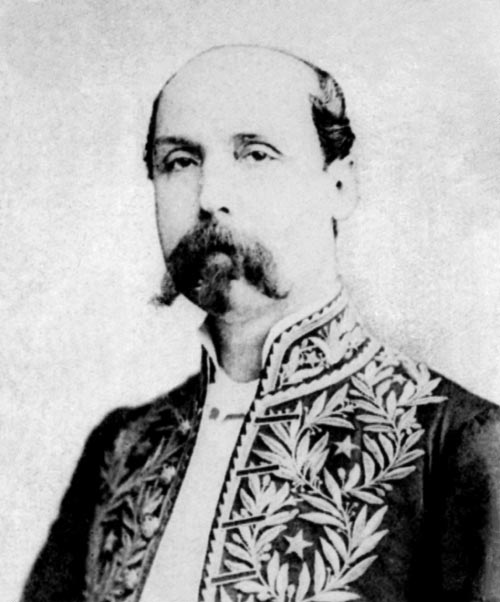
Alberto Blest in der Uniform eines chilenischen Botschafters

Baldomero Lillo Figueroa (1867–1923) verbindet einen realistisch-costumbristischen Stil mit sozialem Protest. In seinen Kurzerzählungen schildert er das harte Leben der Bergarbeiter; später wandte er sich dem Symbolismus zu. In den Darstellungen des Lebens der oberen Klassen durch den Schriftsteller, Essayisten und Diplomaten Luís Orrego Luco (1866–1949) ist bereits der Einfluss des französischen Naturalismus erkennbar.
1886 besucht Rubén Darío aus Nicaragua das Land und regt hier die Entstehung des Modernismo an. Dessen Vertreter Francisco Contreras (1880–1932), Carlos Mondaca (1881–1928) blieben international unbekannt. Der national hoch verehrte Lyriker Diego Dublé Urrutia (1877–1967) gilt als Begründer des chilenischen Criollismo (Kreolismus). Vom Trend des Modernismo fern hielten sich die Lyriker Carlos Pezoa Véliz (1879–1908) und der Spätromantiker Max Jara (1886–1965).

## 1914–1945
Die Verletzlichkeit des relativ wohlhabenden, aber lange Zeit von Salpeterexporten abhängigen Landes machte sich durch die Isolation während des Ersten Weltkrieges und die in der Folge fallenden Salpeterpreise bemerkbar. Die wirtschaftliche Lage verbesserte sich erst seit 1924 und die Mittelschichten expandierten. Dennoch waren viele Autoren darauf angewiesen, in den Staatsdienst zu treten und z. B. im diplomatischen Dienst zu arbeiten. Das führte zur besseren Kenntnis und Verbreitung der nicht-spanischen europäischen Literatur.

### Prosa:Criollismus,Imaginismo

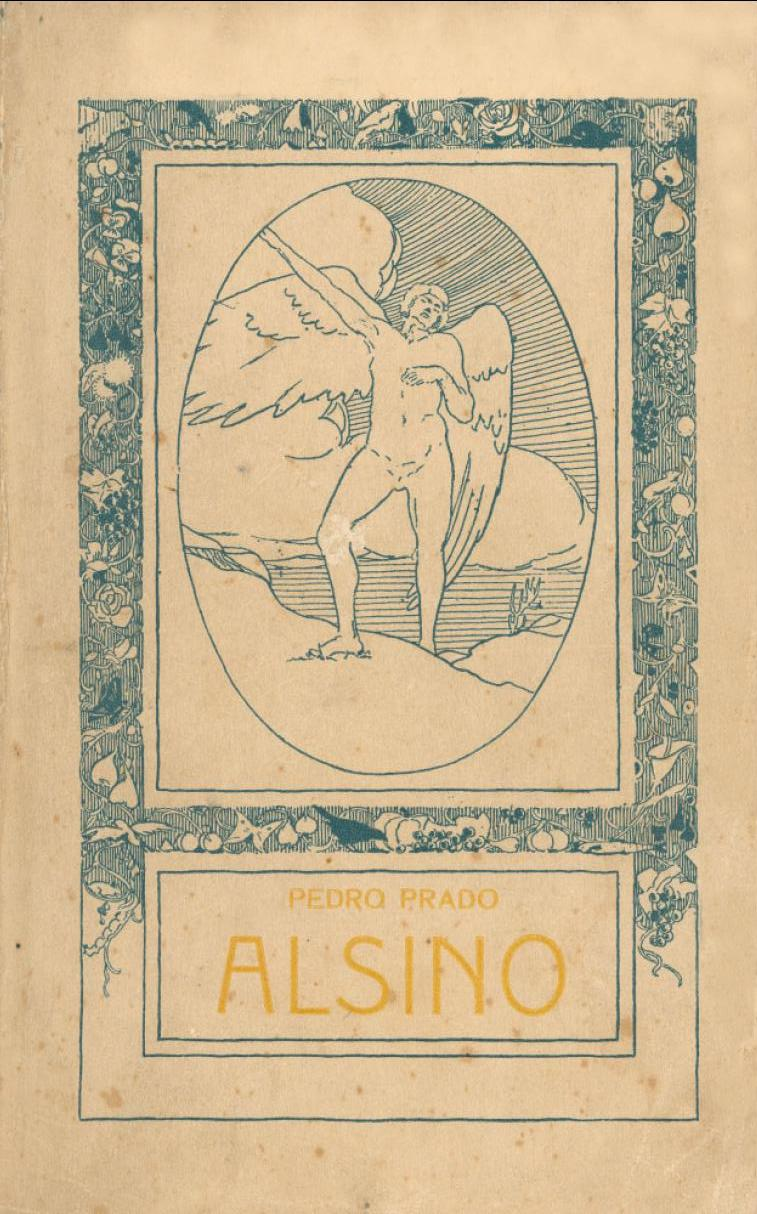
Titelseite von Pedro Prados Roman Alsino (1920)

Nach der Jahrhundertwende erstarkte das „Interesse für das ‚Eigene‘“: Die Fixierung der chilenischen Literatur auf postkoloniale Themen wurde abgestreift, und unter dem Einfluss des europäischen Naturalismus entwickelte sich eine volkstümliche literarische Strömung, die detailreiche Milieustudien hervorbrachte. Erster Preisträger des seit 1942 jährlich verliehenen Premio Nacional de Literatura de Chile (kurz: Nacional de literatura), des wichtigsten chilenischen Literaturpreises, war der naturalistische Schriftsteller, Dichter und Dramatiker Augusto d’Halmar (1882–1950), der bereits vor dem Ersten Weltkrieg das Leben der chilenischen Bohème erkundet hatte (Juana Lucero, 1902). Auch sein Freund Fernando Santiván (1886–1973) verfasste seinen ersten, sogleich preisgekrönten Roman Ansia (1910) über sein Leben als armer Literat. Der konservative Anwalt Jenaro Prieto (1889–1946) war Vertreter des gesellschaftssatirischen Romans, der die chilenischen Idiosynkrasien präzise beschrieb. Sein Roman El socio (1928), dessen Held an einer Lüge zugrunde geht, ist Pflichtlektüre in chilenischen Sekundarschulen; er wurde sechsmal verfilmt.
1914 gründete sich die Gruppe Los Diez oder Los X („Die Zehn“) um den Architekten Pedro Prado (1886–1952), der Lyrik und Romane verfasste. Sein Werk Alsino, eine Mischung aus Roman, Prosagedicht und Märchen, handelt von einem Jungen vom Lande, einen chilenischen Ikarus, der vom Fliegen träumt. Prado fügt dem criollistisch-modernistischen Grundton einen Schuss Imagination und Exotik hinzu. Alsino setzt sich in allegorischer Form mit der Mission und dem Schicksal der lateinamerikanischen Intellektuellen auseinander und ist eines der letzten bedeutenden Werke des Modernismo, über den es schon hinausweist. 1949 erhielt Prado dafür den Nacional de literatura. Zu den „Imaginisten“ der chilenischen „Generation 27“ zählt auch der spätere Diplomat Salvador Reyes Figueroa (1899–1970). Pablo Neruda verfasste 1926 das erste chilenische avantgardistische Prosawerk El habitante y su esperanza, das weder eine konsistente Geschichte noch eine klare Erzählsituation enthält, womit sich das festgefügte Bild von Realität auflöst.
In den 1930er Jahren litt Chile erneut unter dem Verfall der Salpeterpreise und sozialen Erschütterungen. Die sozialistische Bewegung erstarkte, 1933 wurde der Partido Socialista de Chile gegründet; zugleich kam es aber zu einer Welle des Nationalismus. Die Literatur wandte sich verstärkt sozialen Themen zu. Ein wichtiger Vertreter des regionalistisch-naturalistischen, sog. criollistischen Romans – eine späte Variante des Costumbrismo unter dem Einfluss Émile Zolas und Guy de Maupassants – war Mariano Latorre (1886–1955), der in seinen Romanen über das ländliche Zentralchile den lokalen Dialekt verwendet. Weitere Schöpfer criollistioscher Werke waren der von William Faulkner beeinflusste sozialistische Aktivist und Nationalpreisträger Manuel Rojas (1896–1973), der „Hemingway Südamerikas“, der mit einem hart realistischem Stil seinen Durchbruch 1951 mit Hijo de ladrón erfuhr, sowie Marta Brunet (1897–1967), die sich dem criollistischen Idyll verweigerte und später dem psychologischen Roman zuwandte. Die Werke des Arztes und Diplomaten Juan Marín (1900–1963) oszillieren zwischen Criollismo (Paralelo 53 Sur) und avantgardistischem Futurismus (Looping, 1929).

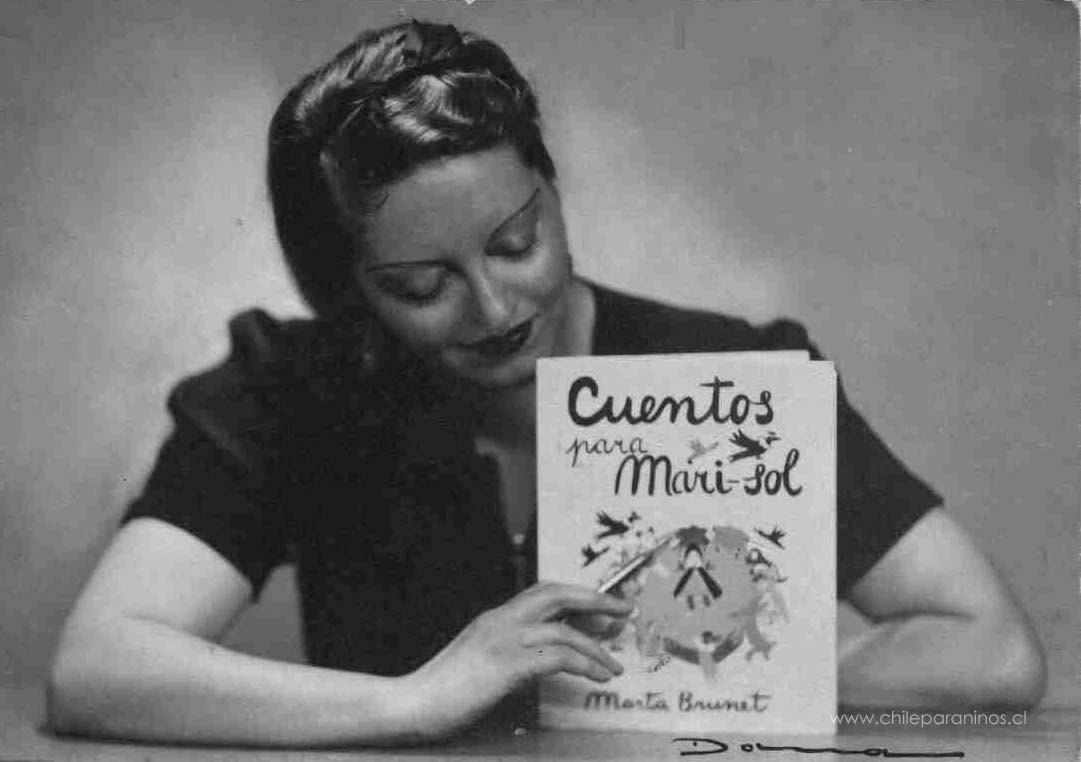
Marta Brunet bei der Präsentation ihres Kinderbuchs Cuentos para Marisol (1938)

Eduardo Barrios (1884–1963) verfasste nach naturalistischen Anfängen psychologisch-realistische Romane. Er gilt als wichtigster chilenischer Prosaist nach Blest Gana; sein Roman Gran señor y rajadiablos (1948; dt. El huaso – der chilenische Gaucho ist nicht nur Viehzüchter, sondern baut auch Getreide an) schildert das Leben eines ehemaligen Gutsbesitzers. Der aus einer bekannten britisch-chilenischen Industriellen- und Bankiersfamilie stammende Joaquín Edwards Bello (1887–1968) schrieb zunächst naturalistische, teils dadaistische, dann immer stärker psychologisierende Romane. Bei aller stilistischen Vielfalt sind seine Liebe zu seiner Heimatstadt Valparaíso und der Nationalismus zwei Konstanten seines Werks; auch entwickelte er Sympathien für den deutschen Nationalsozialismus.

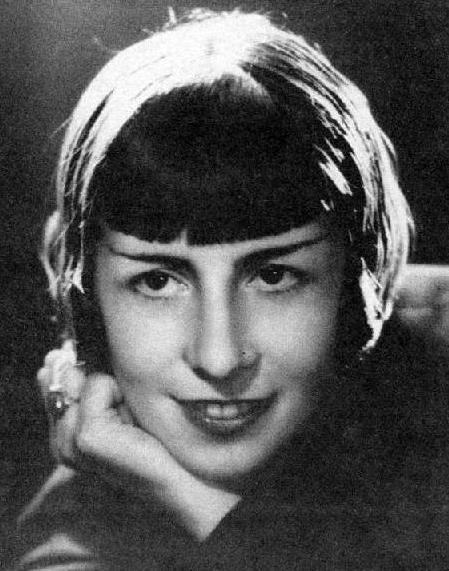
María Luisa Bombal

Das schmale Werk von María Luisa Bombal (1910–1980) lässt sich keiner der beiden großen Strömungen zuordnen. La amortajada (1938), ein psychologischer, „implizit feministischer“ Roman aus der Sicht einer Toten, die eine beschützende Vaterfigur sucht, spielt mit zahlreichen Metaphern und schwankt zwischen Realität und Phantasie.

### Avantgardistische Lyrik
Chile weist im 20. Jahrhundert eine ununterbrochene Lyriktradition auf. Vicente Huidobro (1893–1948), der von 1916 bis 1925 in Paris und Madrid lebte, veröffentlichte 1911 mit Ecos de alma („Echos der Seele“) den ersten modernistischen Gedichtband Chiles. Unter europäischem Einfluss entwickelte er die dem Futurismus verwandte Theorie des Creacionismo: Alle Teile des Gedichts und das Ganze sind etwas Neues, das keinen Bezug zur Außenwelt hat und keine Assoziationen an irgendetwas außerhalb des Gedichts erwecken darf. Anregungen dazu gewann er durch Werke des Dada-Künstlers Tristan Tzara und von Francis Picabia. Huidobro war damit der erste Vertreter der Avantgarde in Chile, die sich durch besondere Kreativität und ungewöhnliche Wortschöpfungen auszeichnete. Internationales Niveau erlangte die chilenische Lyrik durch Gabriela Mistral (1889–1957), die Tochter einer baskisch-autochthonen Familie, die als Pädagogin und Diplomatin lange Zeit im Ausland lebte. Ihr erster Lyrikband Sonetos de la Muerte machte sie in ganz Lateinamerika bekannt. Ihre Dichtung ist modernistisch eingefärbt, widmet sich aber Alltagsthemen in einfacher Sprache (sencillismo), wobei (neben christlichen Themen und archaisch-hymnischen Motiven in ihren frühen Gedichten) die Trauer als Grundton dominiert. Als erste Lateinamerikanerin erhielt sie 1945 den Nobelpreis für Literatur. Auch Pablo Neruda (1904–1973) verfügte als Lyriker über einen außerordentlichen Reichtum an Assoziationen. Er bediente sich einer Schreibweise, in der weder Syntax noch Zeichensetzung mehr galten. Seine dichterische Karriere unterbrach er durch die Teilnahme am Spanischen Bürgerkrieg. Zunächst vom Surrealismus beeinflusst, stellte er seine Dichtung ebenso wie sein als Lyriker ebenfalls bedeutender Konkurrent Pablo de Rokha (1894–1968) in den Dienst politischer Agitation. De Rokha wandte sich jedoch scharf gegen Pablo Neruda, den er als Bourgeois bezeichnete und des Plagiats bezichtigte. Auch seine Frau Winétt de Rokha (1892–1951) war eine surrealistische Dichterin, deren Bedeutung durch die ihres Mannes lange verdeckt wurde; ihr Stil war durch Melancholie und einen Hang zum Mythologischen geprägt.

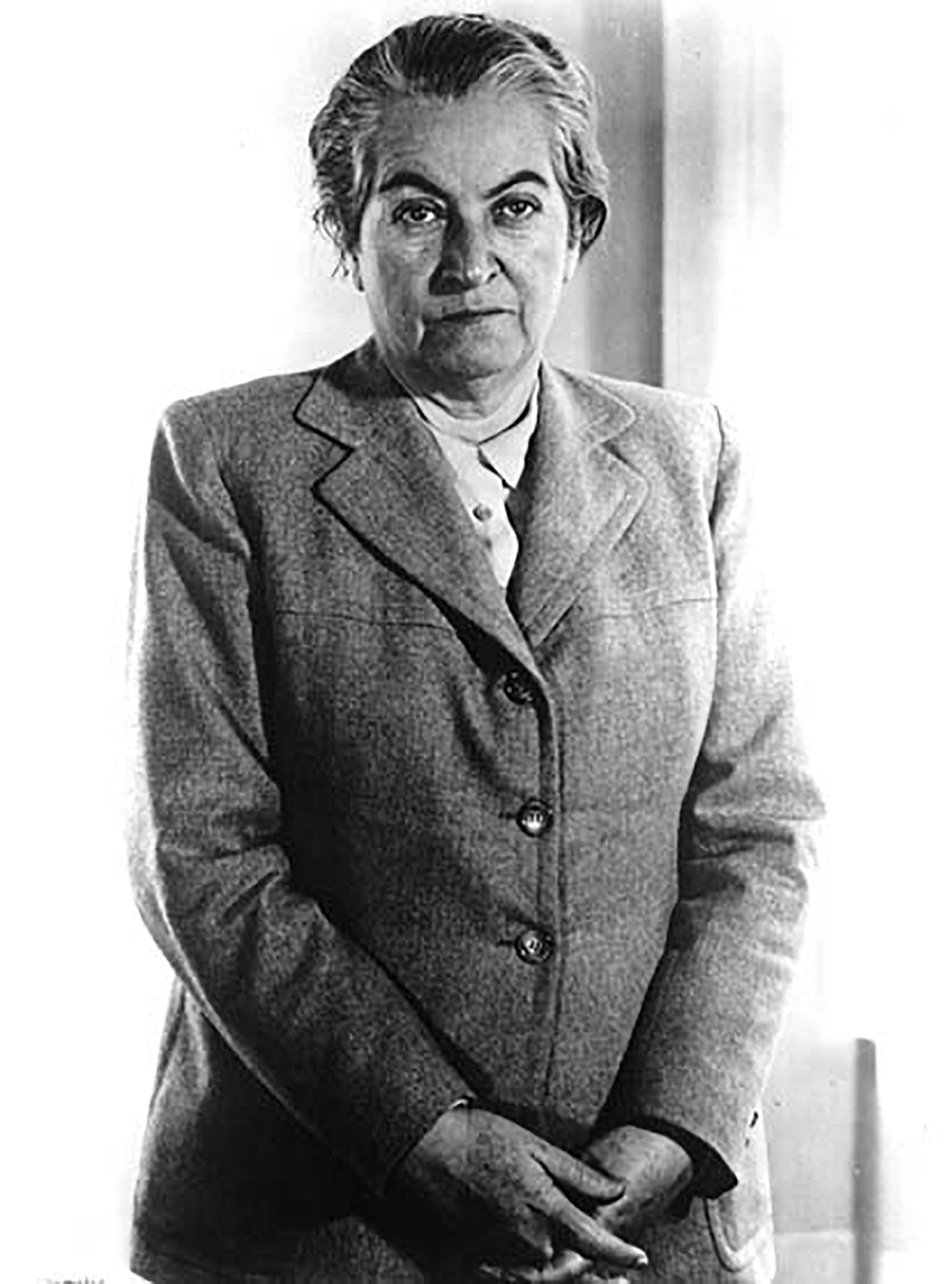
Gabriela Mistral (1950er Jahre)

Weitere Lyriker dieser Zeit waren die Vertreter eines sich vom Alltag abwendenden Imaginismo Ángel Cruchaga Santa María (1893–1964), Humberto Díaz Casanueva (1906–1992) mit seinem lyrischen Werk El aventurero de Saba (1926), Salvador Reyes Figueroa mit Barco ebrio (1923), Juan Guzmán Cruchaga (1875–1979), der auch für das Theater arbeitete, und Pedro Prado (1886–1952). Der Aufstieg der Poeten der von Braulio Arenas (1913–1988) und Teófilo Cid (1914–1964) gegründeten, von der Psychoanalyse beeinflussten surrealistischen Gruppe La Mandrágora von 1938 bis 1943 war eng mit der Bewegung der Volksfront unter Präsident Pedro Aguirre Cerda verknüpft, wandte sich jedoch gegen die Politisierung der Poesie.

### Drama
Bis in die 1930er Jahre waren Theateraufführungen in Chile Privatangelegenheit. Antonio Acevedo Hernández (1886–1962), ein autodidaktischer Romancier und Dramatiker, war der Begründer des chilenischen Theaters und des sozialkritischen Dramas der 1930er Jahre, in dessen Themen sich auch die Folgen der Salpeterkrise niederschlagen. Víctor Domingo Silva (1882–1960), Journalist und Diplomat, widmete sich auf dem Theater wie auch als Lyriker und Romancier patriotischen Themen. Sein exaltierter Patriotismus verschaffte ihm den Ruf des poeta nacional.

## 1945–1973
Nach den politischen Wirren der Vorkriegszeit setzte in den 1950er Jahren setzte eine massive Industrialisierungspolitik ein, welche zunächst die Dominanz des Großbürgertums verstärkte, aber 1957 zur Bildung einer Volksfront führte. Nach der Kubakrise unterstützten die USA massiv die reformistisch-antikommunistischen Christdemokraten, die 1964 an die Regierung kam. Mit erneut zunehmenden politischen Konflikten und der Entstehung breiterer Leserschichten zogen Alltagssprache, politische Agitation und Satire sowie neue Kompositionstechniken in die chilenische Literatur ein.

### Lyrik
Neruda, der Ende der 1930er Jahre als Aktivist in Spanien wirkte, musste 1949 bis 1952 ins Exil gehen, widmete sich anschließend aber wieder mit voller Kraft seinem dichterischen Werk. Sein Hauptwerk ist der hymnische Canto General, eine monumentale Reflexion der amerikanischen Geschichte. Der Nobelpreisträger von 1971 arbeitete für die Regierung Salvador Allendes als Botschafter in Paris. Nerudas Pathos, das sich nicht mit dem Leben der Arbeiter vertrage, rief den Widerstand der jüngeren Generation hervor. Wortführer war der Bewegung war der Dichter, Mathematiker und Physiker Nicanor Parra (1914–2018), der Begründer der „Antipoesie“ (Poemas y antipoemas 1955; Antiprosas 2011) und Cervantespreisträger von 2011. Mit umgangssprachlichem Wortschatz, schwarzem Humor und Ironie widersetzte er sich der Metaphernflut der lateinamerikanischen Literatur, verweigerte sich dem Perfektionismus und verstieß gegen alle gängigen poetischen und ästhetischen Prinzipien. Zu dieser jüngeren Generation gehören auch die Lyriker Miguel Arteche (1926–2012), Enrique Lihn (1929–1988), Jorge Teillier (1935–1996) und Efraín Barquero (* 1931) – die Mitglieder der generación literaria del 1950.

### Prosa
Generación del 38
In der Prosa setzten sich mit den Vertretern der generación del 1938 (auch neocriollistas genannt) in den 1940er Jahren neue, von Europa beeinflusste Stil- und Kompositionstechniken durch. Zu nennen sind Carlos Droguett (1912–1996), Fernando Alegría (1918–2005), Enrique Lafourcade (1927–2019), der sozialkritische, vom Marxismus beeinflusste Agitator Nicomedes Guzmán (1914–1964) (La sangre y la esperanza, 1943) und Volodia Teitelboim (1916–2008). Benjamín Subercaseaux (1902–1973) verfasste mit dem dreiteiligen Roman Jemmy Button (1950; dt. „Fahrt ohne Kompass“) die Lebensgeschichte eines jungen Indigenen, der vom Kapitän der HMS Beagle von Feuerland nach England mitgenommen wurde, wo er im Haus eines Landpfarrers lebt und wieder zurückkehren soll, um die „Wilden“ zu bekehren. Dieser kulturkritische Entwicklungsroman ist durchsetzt mit historischen Reflexionen, ethnologischen Beschreibungen und naturkundlichen Beobachtungen; er spielt geschickt mit sprachlichen Mitteln und versucht, dem chilenischen Lebensgefühl Ausdruck zu verleihen. Francisco Coloane (1910–2002), der Sohn eines Wartungsarbeiten aus Chiloé, verfasste realistische Erzählungen aus der Welt der Fischer und Seeleute. Sie spielen in Feuerland, das er für die Literatur entdeckte, und wurden in viele Sprachen übersetzt und zum Teil verfilmt.
Generación del 50

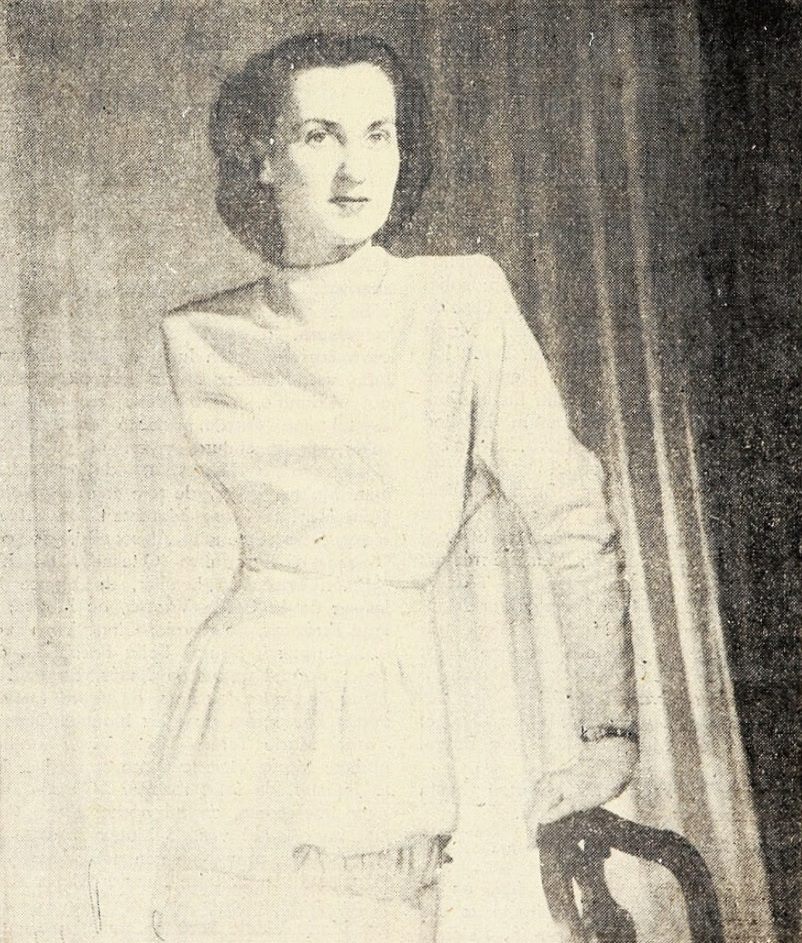
Elisa Serrana (eigentlich Elisa Pérez Walker) 1946

In den 1960er und frühen 1970er Jahren kam es wie in anderen lateinamerikanischen Staaten zu erheblichen sozialen und wirtschaftlichen Umwälzungen, in deren Folge die Mittelschichten erstarkten und ein nationaler Buchmarkt entstand. Darauf gründete der Boom der Prosaliteratur in den 1960ern und 1970ern. Die Frauen der generación del 50 wie Marta Jara, die Erzählerin Elena Aldunate (1925–2005) und die Lehrerin Elisa Serrana (1930–2012) beteiligten sich immer stärker am politischen und literarischen Leben. Serrana, selbst aus einer Großgrundbesitzerfamilie stammend, rechnete in ihren Romanen in scharfer Form mit der Passivität der bürgerlichen chilenischen Frauen ab. Von der Allenderegierung wurde ihr Familienbesitz enteignet. Mercedes Valdivieso (1924–1993) verfasste eine Reihe von subversiven Romanen, die weibliche „Heldinnen der Politik“ porträtierten. La brecha (1961) gilt als einer der wegweisenden feministischen Romane Lateinamerikas. Der hier propagierte Bruch mit der Institution der Ehe rief massive Kritik von konservativer Seite hervor. Nach der Zeit der Diktatur wurde er in Chile und in den USA mehrfach neu aufgelegt. 
José Donoso (1924–1996), der lange in Spanien und den USA lebte, rückte bisherige Randfiguren der Gesellschaft – arme Indios oder Transvestiten – in den Mittelpunkt seiner Arbeiten.

### Drama
In den 1950er und 1960er Jahren zählte das 1941 als Hochschul- und Studententheater gegründete Teatro Nacional Chileno zu den progressivsten Bühnen Lateinamerikas. Dessen Gründer (zusammen mit Pedro de la Barra) und einer der wichtigsten Autoren und Regisseure war der Exilspanier José Ricardo Morales (1915–2016), der in Chile auch die Bücher spanischer Emigranten herausgab.

## Die Diktatur 1973–1990
Der Putsch gegen den gewählten Präsidenten Allende im September 1973 zerstörte die kulturelle Struktur des Landes, an der auch die benachteiligten Gruppen zunehmend partizipiert hatten. Ins Exil gingen u. a. Carlos Droguett, Fernando Alegría, Enrique Lihn, Ariel Dorfman (der Autor des Theaterstücks Der Tod und das Mädchen), Jorge Edwards (später Träger des Cervantespreises), die Romautoren und Erzähler José Miguel Varas (1928–2011) und Mauricio Wacquez (1939–2000), ferner der in Spanien geborene Erzähler Poli Délano (1936–2017) und der Dramatiker und Filmregisseur Ernesto Malbrán (1932–2014). Omar Saavedra Santis (1944–2021) und Roberto Ampuero (* 1953) gingen in die DDR, ebenso der von der spanischen Generación del 27 beeinflusste Gonzalo Rojas (1917–2011), der später nach Venezuela und in die USA umsiedelte. Franklin Quevedo (* 1919) wurde inhaftiert und emigrierte nach Costa Rica. Nach 1990 konnte er seine literarische Arbeit in Chile fortsetzen, unter anderem mit dem zweibändigen Essaywerk La tristeza del chileno (2000). Donoso emigrierte in die USA, wo er die makabre Satire Curfew (1988) über die Versuche verschiedener Politiker schrieb, den Tod Pablo Nerudas zu nutzen.
Wohl die bekannteste zeitgenössische Schriftstellerin Chiles ist Isabel Allende (* 1942), die Nichte des Präsidenten Allende, die 1975 ins Ausland ging und heute in den USA lebt. Viele ihrer Bücher sind sowohl vom Magischen Realismus als auch autobiografisch geprägt. Ihre Romane wie Das Geisterhaus, Fortunas Tochter, Eva Luna; Paula oder Der unendliche Plan wurden weltweit verlegt. Den fiktionalen Roman Inés del alma mía (2006) widmete sie der Nationalheldin Inés de Suárez.

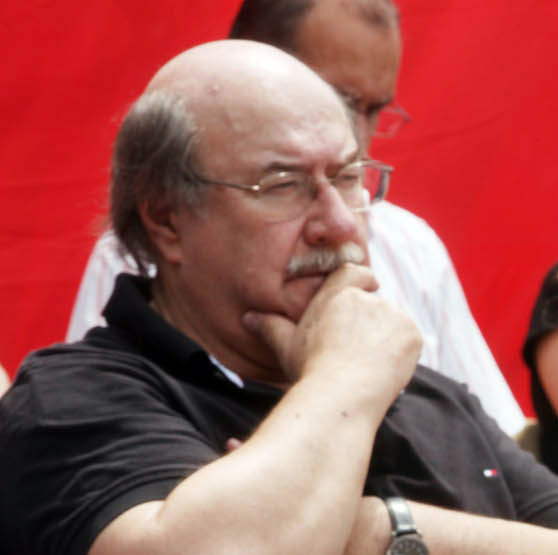
Antonio Skármeta (2009)

Auch Antonio Skármeta (1940–2024), Anhänger von Salvador Allende, verließ nach dem Militärputsch 1973 das Land und lebte später in West-Berlin. Er verfasste Romane und Erzählungen in knapper lakonischer Prosa, die sich oft mit der Militärdiktatur befassten. Sein Pablo Neruda gewidmeter Roman Mit brennender Geduld (dt. 1985) wurde in Deutschland zum Bestseller. Von 2000 bis 2003 war Skármeta chilenischer Botschafter in Deutschland. Luis Sepúlveda (1949–2020) ging für ein Jahr in den Untergrund, wo er in Valparaiso eine Theatergruppe gründete; nach seiner Verhaftung und Verurteilung konnte er auf internationalen Druck hin ins Ausland gehen. Bekannt wurde er durch seine Kurzromane Der Alte, der Liebesromane las und Die Welt am Ende der Welt.
Die im Land verbliebenen Autoren, die seit Ende der 1970er Jahre zu Wort kamen wie Floridor Pérez (* 1937), mussten unter schwierigen Bedingungen arbeiten; sie konnten nicht an die Traditionen anknüpfen und waren im Vergleich zur Generación del 60 extrem isoliert. Enrique Lafourcade wandte sich in seinen Romanen mehrfach gegen die lateinamerikanischen Diktaturen (Adiós al Führer, 1982; El Gran Taimado, 1984).

## Gegenwart
Die in Chile verbliebenen Schriftsteller konnten während der Diktatur kaum publizieren. Bis in die 1990er Jahre wirkte die Traumatisierung durch die Diktatur nach. Nur zögernd arbeiteten Autoren wie Donoso deren Folgen auf, während plakative politische Propaganda aus der Literatur verschwand. Ramón Díaz Eterovic (* 1956) wurde bekannt durch seine 1987 begonnene Serie von Kriminalromanen um den Detektiv Heredia. Viele seiner Romane behandeln Verbrechen unter der Pinochet-Diktatur. Es war die „Rückkehrerliteratur“, die die Vergangenheit aus der Perspektive des Exils gründlicher sufarbeitete. Der Politiker Roberto Ampuero, der im Exil in der DDR und Kuba und seit 1983 in der Bundesrepublik lebte, schrieb Kriminalromane mit politischem Hintergrund (El último tango de Salvador Allende, 2012). Omar Saavedra Santis kehrte nach dem Exil in der DDR nach Chile zurück und arbeitet als Erzähler, Roman-, Theater- und Drehbuchautor. Nona Fernández (* 1971) beschreibt den Alltag Santiagos in Romanen und Fernsehserien und setzte sich dabei mit der Diktatur und der Kolonialgeschichte auseinander. Sie arbeitet auch für das Theater. Diamela Eltit (* 1949) engagierte sich noch unter der Diktatur für diskriminierte und marginalisierte Frauen. Heute polemisiert sie gegen die Folgen des Neoliberalismus und die Haltung der Katholischen Kirche.
Die Einflüsse von Exil- und Rückkehrliteratur sowie der globalen Buchmärkte haben zu einer transculturación der chilenischen Literatur beigetragen. Das beeinflusste die Raumkonzeption, prägte Orte und Metaphern der Grenzüberschreitung, des Vergessens und der Erinnerung und trug zur Entwicklung neuer kultureller Zeicheninventare bei. Verschiedene Autoren schlossen mit ihren Beschreibungen von Globalisierungsschäden kritisch an internationale literarische Strömungen an. Der Schriftsteller, Herausgeber und Filmregisseur Alberto Fuguet gilt als Kritiker sowohl des Macondismo, also des kommerzialisierten Magischen Realismus wie auch der US-amerikanisierten Popkultur. Als Mitherausgeber veröffentlichte er die Anthologie von Kurzgeschichten McOndo (ein Wortspiel mit Macondo). Sie sammelt Beiträge von in den 1950er Jahren geborenen lateinamerikanischen Autoren, welche die exotische, aber rückständige Welt des Magischen Realismus wie die Kommerzkultur der Shopping Malls, des Kabelfernsehens und der Umweltverschmutzung hinter sich gelassen hätten. Auch die vom Zen-Buddhismus und Öko-Feminismus beeinflusste Autorin und Filmemacherin Cecilia Vicuña (* 1948) kritisierte ökologische Zerstörung, kulturelle Homogenisierung und ökonomische Ungleichheit; sie lebt in New York.

Roberto Bolaño

Der Verfasser surrealistischer Lyrik und Prosa Roberto Bolaño erinnert in seiner Bibliomanie an Jorge Luis Borges. Bolaño lebte seit seinem 13. Lebensjahr im Mexiko, kehrte nach dem Militärputsch in Chile 1973 in seine Heimat zurück, um gegen die Diktatur zu kämpfen, wurde verhaftet und emigrierte 1977 nach Spanien, wo ihm mehrere Literaturpreise verliehen wurden. 2004 erschien sein an metapoetischen Exkursen und Nebenhandlungen überbordendes, zwischen Kälte und Empathie schwankendes, zum großen Teil im schaurig-kriminellen frauenverachtenden Milieu an der Grenze zwischen Mexiko und den USA angesiedeltes posthum publiziertes Meisterwerk 2666. Es beginnt mit der Suche mehrerer europäischer Literaturwissenschaftler nach einem anonymen deutschen Schriftsteller und Nobelpreisträgerkandidaten, der sich als geflohener Wehrmachtssoldat entpuppt. Die Dekonstruktion des modernen Literaturbetriebs ist nur lose mit den anderen Episoden verknüpft. Aus seinem Nachlass erschien 2017 El espíritu de la ciencia-ficcion über das wilde Leben zweier chilenischer Literaten in Mexiko.
An das Werk Bolaños knüpft Alejandro Zambra (* 1975) in seinen Erzählungen (Mis documentos 2013, dt. „Ferngespräch“ 2017) stilistisch und inhaltlich an. Wie andere Autoren seiner Generation setzt er sich immer noch mit den Folgen der Pinochet-Diktatur auseinander. Er gilt als einer der wichtigsten spanischsprachigen Gegenwartsautoren. Seine melancholische Novelle Bonsai (2006) wurde ins Deutsche übersetzt.
Zu den bereits mehrfach ausgezeichneten jungen Autoren  gehört Diego Zúñiga (* 1987), dessen Debütroman Camanchaca (2009) über die Reise eines Vaters mit seinem Sohn nach Peru, wo die Zahnärzte billiger sind, psychologische Tiefenschärfe mit Gesellschaftskritik verbindet.

### Buchmarkt
Der chilenische Buchmarkt für sich betrachtet ist sehr beschränkt. Nur wenige Bücher erreichen hohe Auflagen; sie sind wegen der hohen Mehrwertsteuer recht teuer. 2012 betrug der Umsatz der chilenischen Verlagsbranche mit Büchern 164 Mio. US-Dollar, das sind etwa 2 Prozent des Umsatzes der deutschen Verlage. Pro Million Einwohner erscheinen etwa halb so viele Bücher wie in Argentinien und ein Viertel der in Deutschland erscheinenden Neuausgaben. Einen großen Teil des Marktes nehmen Schulbücher ein. Die Hälfte der Chilenen liest gar keine Bücher, zumal sie auch mit hoher Umsatzsteuer belastet sind. Die meisten einheimischen Verlage sind Universitätsverlage, ansonsten dominieren spanische Verlage. Seit etwa 2000 entstehen jedoch kleinere Verlage, die erfolgreich Kleinauflagen herausbringen.

### Theater

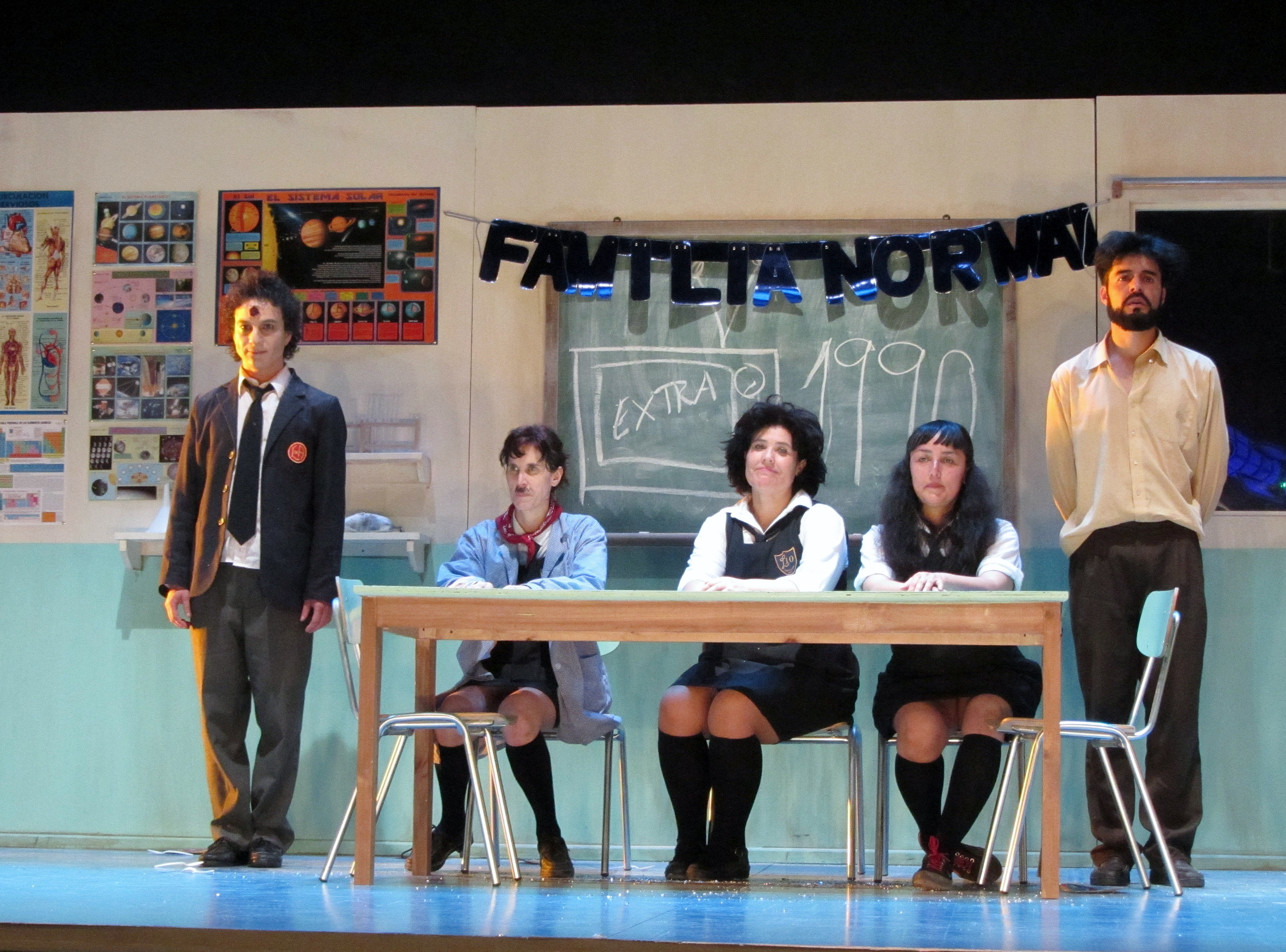
Die Schauspieler nehmen den Applaus am Ende einer Aufführung von Liceo de niñas („Mädchengymnasium“) entgegen. Erste von links (sitzend) die Autorin Nona Fernández, 9. Dezember 2015.

Außer dem 1857 gegründeten chilenischen Nationaltheater und dem Nationalballett sind alle Bühnen auf private Finanzierung angewiesen. Es gibt aber gute feste Ensembles, die auf privaten Bühnen agieren. Der Regisseur Andrés Pérez arbeitete in Frankreich am Théâtre du Soleil; er experimentierte nach seiner Rückkehr nach Chile mit seinem 1988 gegründeten Gran Circo Teatro erfolgreich mit Elementen des Straßentheaters und des Zirkus. Die 1987 gegründete Gruppe La Troppa arbeitet auch mit Marionetten. Luis Ureta leitet die Gruppe La Puerta und widmet sich zeitkritischen Themen, Horacio Videla, ein Schüler von Pérez, fiel mit seinem Teatro Onirus durch erfolgreiche Klassikerinterpretationen auf.